# 소울 (영화)
《소울》(Soul)은 2020년 개봉한 미국의 판타지 애니메이션 영화이다. 픽사 애니메이션 스튜디오의 23번째 장편 영화로, 피트 닥터가 감독과 공동각본을 맡았다. 영어 성우진으로 제이미 폭스, 티나 페이, 그레이엄 노턴, 앤절라 배싯 등이 참여했다. 재즈에 열중하던 피아니스트가 사고를 당해 아직 태어나지 않은 영혼들의 세계에 떨어지게 되고, 어린 영혼의 멘토가 되어 몸을 되찾는 여정을 다룬다.
2020년 10월 11일에 런던 영화제를 통해 최초로 출시됐다. 제25회 부산국제영화제에서 아시아 최초로 공개된다. 2020년 12월 25일 디즈니+를 통해 공개되었으며, 디즈니+ 미서비스 지역에서는 극장 개봉을 했다. 대한민국에는 2021년 1월 20일 개봉했다. 미국에서는 2024년 1월 12일에 극장으로 재개봉한다.

## 줄거리
조 가드너는 뉴욕에서 중학교 음악 선생님으로 일한다. 어린 시절 아버지를 따라 피아노를 접한 뒤로 그의 머릿속에는 재즈에 대한 열정이 가득하다. 운좋게도 정규직으로 전환이 되었고, 조의 어머니는 아들이 안정적인 직장을 얻게 된 것을 기뻐한다. 하지만 음악인으로서 공연을 하며 살고 싶었던 조는 기분이 좋지만은 않다.
옛 제자였던 컬리의 소개로, 조는 동경하던 색소폰 연주가 도러시아 윌리엄스의 밴드에 오디션을 보게 되고, 합격한다. 공연을 하게 될 희망에 부푼 조는 뉴욕 거리를 뛰어다니다가 그만 맨홀 아래로 떨어져 버린다. 조가 눈을 떠보니 그곳은 이른바 '머나먼 저세상(Great Beyond)'으로 불리는 사후세계였다. 죽음을 인정하지 않고 그곳을 뛰쳐나간 조는 이번에는 '태어나기 전 세상(Great Before)'에 당도하게 된다. 그곳은 태어나기 전의 어린 영혼들이 자신의 성격을 형성하고 삶의 목적, 이른바 '불꽃(spark)'을 찾는 곳이었다. 불꽃을 찾은 영혼은 배지를 얻게 되고, 지구로 뛰어들어 삶을 시작하게 된다. 조는 그곳을 관리하는 카운셀러 '제리'들과 만나고, 영혼이 불꽃을 찾도록 도와주는 멘토의 역할을 맡긴다.
조에게 맡겨진 22번 영혼은 이제껏 여러 위인들을 멘토로 거쳤지만 불꽃을 발견하지 못했고, 삶에 대한 욕구도 전혀 없는 시니컬한 영혼이었다. 그런 22에게 조는 불꽃을 찾아주고, 배지가 나오면 자기가 대신 지구로 가기로 계획한다. 그러나 조가 아무리 애를 써도 22는 쉽게 불꽃을 발견하지 못했고, 도리어 조는 이제까지의 자기 인생이 무의미했다는 것만 알게 된다. 떠돌던 조와 22는 어둠의 구역이란 곳으로 가게 되는데, 그곳은 무언가에 깊게 몰두한 사람의 영혼이 오는 곳이었다. 그 중에는 목적 없이 몰두하며 떠도는 길 잃은 영혼도 있었고, 또 그들을 지구로 돌려보내주는 문윈드 선장이 돌아다니고 있었다.
문윈드 선장은 조를 발견하고 지구로 보내주기로 한다. 찾아보니 조의 몸은 병원에서 의식불명으로 누워 있었다. 그런데 성급하게 뛰어든 조는 그만 몸 옆에 있던 치료용 고양이의 몸으로 들어가게 되고, 도리어 22가 조의 몸 안에 들어가게 된다. 고양이 조는 난생 처음 삶을 경험하고 혼란에 빠진 22를 이끌어 공연 준비를 시키려고 한다. 22는 그러면서 여러 새로운 것을 경험하고 기뻐한다. 그리고 음악을 관두려는 조의 제자 코니를 천연덕스럽게 설득해서 열정을 되찾아주고, 이발사 데즈의 꿈에 대한 이야기를 들어주며 즐거움을 준다. 도중에 정장 바지가 찢어지자 조는 재봉사인 어머니를 찾아가 수선을 부탁한다. 음악을 하려는 아들을 타박하려는 어머니를, 조는 아쉽지 않은 삶을 살다 가고 싶다고 선언하여 설득한다. 어머니는 아들에게 아버지가 남긴 멋진 정장을 입혀준다.
한편 '머나먼 저세상'의 관리자 테리가 사라진 조의 영혼을 뒤쫓아 지구에 내려온다. 그 무렵 조와 22는 현실에서 간판 돌리기 호객꾼인 문윈드를 만나 몸을 원래대로 되돌리려 한다. 그런데 삶의 아름다움을 알게 된 22는 지구에서 불꽃을 찾겠다면서 갑자기 도망가 버린다. 조가 22를 뒤쫓던 도중에 테리가 그들을 붙잡아 '태어나기 전 세상'으로 이동시킨다. 돌아온 22는 자신에게 배지가 생긴 것을 발견하고, 쌀쌀맞게 조에게 배지를 넘기고 어둠의 구역으로 사라진다. 조는 제리로부터 배지의 의미는 단순히 삶을 살 준비가 되었다는 것이라는 사실을 듣는다.
지구로 돌아온 조는 도러시아의 공연에서 최고의 연주를 선보이고, 모두의 찬사를 듣는다. 꿈에도 그리던 경험을 하게 된 조는 그러나, 어째선지 생각만큼 만족스럽지 않고, 도리어 앞으로 이 공연을 매일 해야 한다는 것에 실망을 느낀다. 집으로 돌아온 조는 삶 자체에 기쁨을 느낀 22의 모습을 떠올리고, 22에 대한 자기의 태도를 반성하며 배지를 돌려주자고 결심한다. 피아노를 치며 무아지경에 빠져 어둠의 구역으로 간 조는 22가 길 잃은 영혼이 된 것을 발견한다. 22의 안으로 들어간 조는, 목적 없는 22를 무시하던 자기 자신의 형상에 맞서, 22가 간직하던 나뭇잎을 이용하여 22를 원상복구시킨다. 조는 22에게 배지를 돌려주고, 지구로 나아가는 22를 배웅해준다.
조는 '머나먼 저세상'으로 갈 각오를 한 참이었지만, 제리가 조에게 또 한 번의 기회를 주어 조는 지구로 되돌아갈 수 있게 된다. 다시 삶을 살게 된 조는 매 순간을 기쁘게 여기며 살아가기로 한다.

## 성우진
| 배역              | 영어 성우                                                               | 프랑스어 성우                                                       |
| ----------------- | ----------------------------------------------------------------------- | ------------------------------------------------------------------- |
| 조 가드너         | 제이미 폭스                                                             | 오마르 시                                                           |
| 22                | 티나 페이                                                               | 카미유 코탱                                                         |
| 컬리              | 퀘스트러브                                                              | 디우크 코마                                                         |
| 문윈드            | 그레이엄 노턴                                                           | 람지 베디아                                                         |
| 테리              | 레이철 하우스                                                           | 미셸 바르돌레                                                       |
| 제리              | 앨리스 브라가 리처드 아이오아디 웨스 스투디 포춘 핌스터 저노비아 슈로프 | 프랑수아즈 카돌 기욤 르봉 필리프 카투아르 샹탈 바루앵 마리옹 포스타 |
| 리바 가드너       | 필리샤 러샤드                                                           | 소피 데숌                                                           |
| 폴                | 더비드 디그스                                                           | 마르탱 팔리우                                                       |
| 도러시아 윌리엄스 | 앤절라 배싯                                                             | 마이크 다라                                                         |
| 데즈              | 도널 롤링스                                                             | 로디 뱅게잘라                                                       |
| 멜바              | 마고 홀                                                                 | 오드레 수르디브                                                     |
| 룰루              | 로데사 존스                                                             | 코코 노엘                                                           |
| 게렐              | 준 스퀴브                                                               | 카티 세르다                                                         |
| 코니              | 코라 챔포미어                                                           | 코랄리 튀일리에                                                     |
| 미호              | 채경주                                                                  | 클레르 페로                                                         |

## 제작

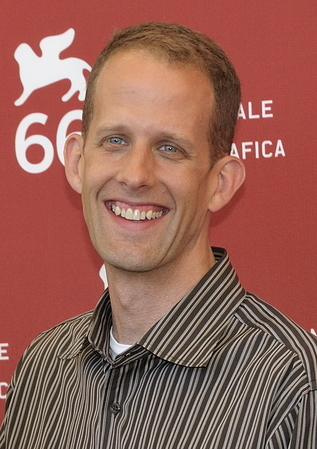
피트 닥터 감독.

영화 소재가 재즈로 정해진 데에는 마일스 데이비스의 영향이 있었다. 원래 재즈에 관심이 많았던 피트 닥터 감독은 데이비스와 허비 행콕의 협동 콘서트 영상에서, 행콕이 실수로 음을 틀리자 데이비스가 그것을 즉흥적으로 수정해 이어가는 것을 보고 감명을 받았다. 그리고 "계획을 벗어났다고 버리는 게 아니라 주어진 것을 뭔가 값진 것으로 만드는 것"이라는 영화의 메시지에 재즈의 은유를 사용하기로 했다. 한편 재즈는 미국 흑인 문화에 큰 기여를 했고, 주인공인 조 또한 자연스레 흑인이 되었다. 여기에는 켐프 파워스 감독을 비롯한 여러 흑인 제작진이 관여하였다.
영화 속 재즈 음악은 피아니스트 겸 작곡가 존 배티스트가 담당했다. 그리고 조 가드너가 건반을 치는 장면은 그의 손가락 움직임을 바탕으로 만들어졌다. 한편 제작진은 테리 린 캐링턴, 허비 행콕 등과 조 가드너처럼 밴드 지도교사로 활동중인 피터 아처 박사에게서 재즈 관련 자문을 받았다. 오프닝 시퀀스의 중학교 밴드의 어설픈 연주는 오클랜드의 중학교 밴드를 섭외해 녹음한 것이며, 전문 연주자들에게 일부러 서툴게 디즈니 팡파르를 연주하게 하였다. 반대로 지구 밖 공간의 배경음악을 담당한 나인 인치 네일스의 애티커스 로스와 트렌트 레즈너는 영화 속 장소에 고유한 정체성을 부여하기 위해 전자 악기들을 이용해 "현실의 사운드는 아니지만 따뜻하고 유기적으로 자연스럽게 느껴지도록 하는 몇 가지 테크닉을 고안"했다.
'태어나기 전 세상'을 구현하기 위해 닥터 감독은 전 세계의 다양한 종교와 문화의 영혼 묘사 방식을 연구했다. 대부분 실체가 없고 비물질적인 묘사였는데, 이를 시각적으로 구현하기 위해 기체를 모티브로 인간의 실루엣을 단순화했다. 제리와 테리 같은 카운슬러 캐릭터는 '인간이 이해할 수 있도록 우주가 수준을 낮춘 것'이라는 컨셉에서 출발했으며, 피카소와 콜더의 와이어 조각, 스칸디나비아의 현대 조각품들을 참고하여 만들어졌다.
뉴욕을 실감나고 현실적으로 묘사하기 위해 프로덕션 디자이너 스티븐 필처는 "단단하고 물리적인 뉴욕의 흙빛을 그대로 반영"했으며, 낡고 마모한 모습을 그대로 표현했다. 도러시아 윌리엄스의 공연장 '하프 노트 클럽'은 실제로 과거 맨해튼에 있었던 재즈 클럽이다. 조가 머리를 깎는 이발소 장면은 머리 깎는 손님이 거울이 아닌 대기 손님을 마주보며 대화하는 뉴욕의 이발소 관습을 반영했다. 조의 어머니가 운영하는 양장점은 캘리포니아 버클리에 위치한 양장점을 모델로 하였다.
영화의 후반부 작업은 코로나19 범유행으로 인해 재택근무로 이루어졌다. 대형 화면에서 미세한 프레임을 조정하는 최종 작업 때에는 정부 허가를 받고 편집 부서만 픽사 캠퍼스에서 작업하였다고 한다.
영화 곳곳에 한국어가 등장하는데, 이는 한국인 스태프의 영향이다. 영화 예고편에서도 등장했던 뉴욕 거리의 '호호만두' 간판은 장호석 애니메이터의 이름을 따왔다.